# Question de charme
Question de charme (The Better sex) était un jeu télévisé présenté par Daniela Lumbroso et Georges Beller, et diffusé du 29 juillet 1991 au 7 février 1992, du lundi au vendredi à 19h00 sur Antenne 2.

## Historique
Question de charme est adaptée par Jean-Claude Buchez (société 43) du format américain The Better Sex. D'abord vendu à la Grande Bretagne, et diffusé du 17 février 1977 à mai 1978 sur ITV. Il est ensuite diffusé aux États-Unis, du 18 juillet 1977 au 13 janvier 1978 sur ABC. Il revient sous le titre Who's bluffing who ?, du 20 mai 1991 au 31 mai 1991 sur BBC1. Dans la foulée, il est vendu à la France. On retrouve à la présentation Daniela Lumbroso et Georges Beller, un duo d'animateurs bien connu du public qui avait précédemment présenté l'émission Jeux sans frontières.

## Concept
Une équipe d'hommes affronte une équipe de femmes dans la joie et la bonne humeur, sur des questions de culture générale. Les deux équipes utilisent le bluff. Le but étant de déterminer, qui des hommes ou des femmes sera le plus fort.

## Déroulement
Les hommes contre les femmes
Dans cette manche, deux équipes de six hommes et six femmes dans une bataille des sexes. Une question est posée à un candidat de la première équipe. On lui remet ensuite une carte qui contient la bonne réponse et une réponse fausse. À lui de choisir la réponse qu'il doit donner afin de tromper l'équipe adverse. L'équipe d'en face doit décider si la réponse donnée est vraie, ou si le candidat bluff et donne sciemment une mauvaise réponse. 
La première équipe qui élimine l'autre a gagné la manche et accède au "jeu des raquettes".
Le jeu des raquettes
L'équipe gagnante joue face à 30 personnes du sexe opposé dans le public. On pose une question à chaque membre de l'équipe, puis on lui donne une carte avec la bonne réponse. Le candidat peut utiliser cette réponse ou choisir de bluffer en inventant une fausse réponse. Après que le candidat ait donné sa réponse, les membres du public votent vrai ou faux, à l'aide d'une palette électronique en forme de raquette. Le vote de leur choix s'affiche. L'animateur révèle la bonne réponse, et tous les membres du public qui ont voté faux sont éliminés. Si à la fin des 6 questions, des membres de l'auditoire sont encore debout, l'équipe a perdu et les spectateurs remportent la cagnotte. Par contre, si les spectateurs perdent la partie c'est l'équipe qui gagne.

## Le retour de l'émission
Le format du jeu a été acquis par TF1 en 2010, et devait être mis à l'antenne début 2011, mais la chaîne en a décidé autrement.